# نینیسینا
نینیسینا (سومری: «معشوقه ایسن») الهه‌ای بین‌النهرینی و حامی شهر ایسن بود. 

## شخصیت و شمایل‌نگاری
اسم خاص خدایانیِ (تئونیم) نینیسینا را می‌توان به «ملکهٔ ایسن» یا «معشوقهٔ ایسن» ترجمه کرد. نامهای خداییان در زبان سومری معمولا ترکیبی از نشان خط میخی نین به همراه یک توپونیمی (مانند همین مورد) و یا اصطلاحی بود که به یک شی و یا یک محصول اشاره می‌کرد. حدود چهل درصد از اولین خدایان سومری دارای نامهایی بودند که از این الگو پیروی کرده است.

## ارتباط با سایر خدایان

### خانواده و درباریان
والدین نینسینا آنو و اوراش بودند. کتیبه‌ای از واراد سین به طور دقیقتر او را فرزند اول آنو می‌خواند. با این حال، طبق اظهارات کلاوس واگنسونر، شناسایی مستقیم او به عنوان دختر این خدایان رایج نیست. انلیل، پدرشوهر او تلقی می‌شد.